# Levi Chito
Levi Chito è un ward dello Zambia, parte della Provincia di Copperbelt e del Distretto di Luanshya.